# Problemas (Aristóteles)

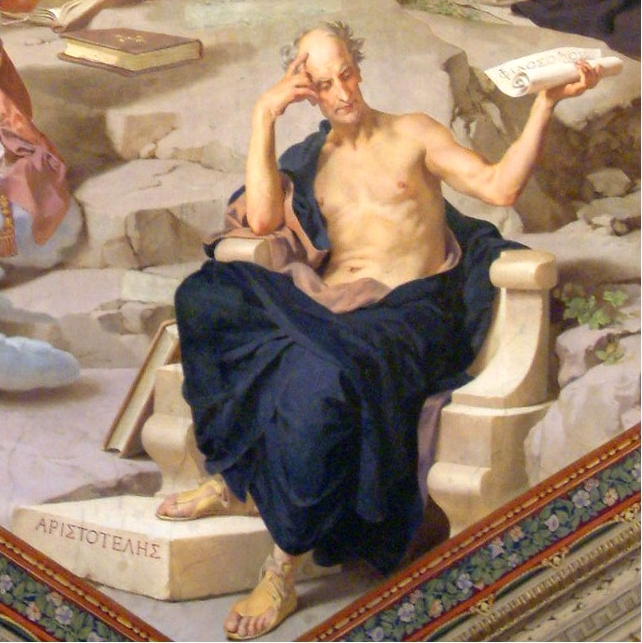

Problemas (ou Problemata) é uma coleção aristotélica ou pseudo-aristotélica de problemas escritos num formato pergunta-resposta, cuja autenticidade tem estado sob questionamento. A coleção, gradualmente reunida pela escola peripatética, assumiu sua forma final entre o terceiro a. C. e o sexto d. C. O trabalho é dividido por tópico em trinta e oito seções, e, completo, contém novecentos problemas.
Escritores posteriores de Problemata incluem Plutarco, Alexandre de Afrodísias e Cássio Félix.